# Финансова икономика
Финансовата икономика е съвременно поле в икономиката и финансите (напр. през 60-те на 20 век финансите и икономиката са строго разграничени дисциплини и се изучават силно поляризирано от студентите , а също и в практиката са били по-раздалечени ), това е „приложението на общата микроикономическа теория към специфичните проблеми, срещани във финансите“..
Финансовата икономика е клон на икономиката, свързана с „разпределението и разпределението на икономическите ресурси, както пространствено, така и във времето, в несигурна среда“. Това е допълнително характеризирана „концентрация на парични дейности“, в които „пари от един или друг вид се появйват често от двете страни на търговията“. Въпросите в икономиката на финансите обикновено са в рамка от гледна точка на „време, несигурност, опции и информация“.
Основни въпроси:
- Вземане на решения: сигурност / несигурност
- Риск и ценова теория
- Информация, асиметрична информация